# Augusta Maria di Baviera
Augusta Maria di Baviera (in tedesco Prinzessin Auguste Maria Luise von Bayern; Monaco di Baviera, 28 aprile 1875 – Ratisbona, 25 giugno 1964) fu un membro della Casa reale bavarese dei Wittelsbach, duchessa in Baviera, nipote dell'imperatore Francesco Giuseppe I, moglie dell'arciduca Giuseppe Augusto, Principessa Reale di Ungheria.

## Biografia
Augusta nacque il 28 aprile 1875 a Monaco di Baviera. Era la secondogenita del principe Leopoldo Massimiliano Giuseppe di Baviera principe ereditario (1846-1930), figlio del reggente Luitpold di Baviera (1821-1912) e dell'arciduchessa Augusta Ferdinanda d'Asburgo-Toscana (1825-1864), dell'arciduchessa Gisella d'Asburgo-Lorena, figlia dell'imperatore Francesco Giuseppe I d'Austria e dell'Imperatrice Elisabetta di Baviera. I suoi genitori erano cugini di secondo grado.

### Matrimonio
La principessa Augusta sposò il 15 novembre 1893 a Monaco di Baviera, l'arciduca Giuseppe Augusto (1872 - 1962). Hanno avuto sei figli, alcuni dei quali morirono prima dell'età adulta:
- arciduca Giuseppe Francesco (1895 - 1957), il capitano (Rittmeister) del 7º reggimento ussaro durante la prima guerra mondiale, si è aggiudicato la medaglia d'argento al valore militare.
- arciduchessa Gisella Maria Anna Augusta (1897 - 1901).
- arciduchessa Clementina Sofia Elisabetta (1899 - 1978).
- arciduca Laszlo Luitpold (1901 - 1946).
- arciduca Mattia Giuseppe Alberto (1904 - 1905).
- arciduchessa Raniera Maria Maddalena (1909 - 2000), pittrice e scultrice.

I contemporanei della principessa Augusta, sostenevano che era brutta e incline ad aumento di peso; il 4 settembre 1893 l'arciduca Giuseppe avrebbe ricevuto l'Ordine bavarese di St. Hubert meritato per aver sposato la principessa Augusta. I figli nacquero durante la vita di Francesco Giuseppe, per la gioia del vecchio bisnonno imperiale.

### Morte
Durante la seconda guerra mondiale, si pensò alla fuga all'estero. I loro castelli furono distrutti dai bombardamenti e le loro terre, nel 1948, furono nazionalizzate. La coppia emigrò, prima, negli Stati Uniti; in seguito ritornarono in Baviera, dove vennero ospitati dalla sorella di Giuseppe Augusto, Margherita Clementina Maria (1870-1955), principessa di Thurn und Taxis. Augusta rimase vedova nel 1962. Augusta morì il 25 giugno, all'età di 89 a Ratisbona, sepolta accanto al marito.

## Ascendenza
|                                |                                  |                                       | Genitori                           |  |  | Nonni |  |  | Bisnonni              |  |  | Trisnonni                          |  |
|                                |                                  |                                       |                                    |  |  |       |  |  | Ludovico I di Baviera |  |  | Massimiliano I Giuseppe di Baviera |  |
|                                |                                  |                                       |                                    |  |  |       |  |  | Ludovico I di Baviera |  |  | Massimiliano I Giuseppe di Baviera |  |
|                                |                                  | Augusta Guglielmina d'Assia-Darmstadt |                                    |  |  |       |  |  | Ludovico I di Baviera |  |  |                                    |  |
| Luitpold di Baviera            |                                  |                                       |                                    |  |  |       |  |  | Ludovico I di Baviera |  |  |                                    |  |
|                                |                                  | Teresa di Sassonia-Hildburghausen     | Federico di Sassonia-Altenburg     |  |  |       |  |  |                       |  |  |                                    |  |
|                                |                                  | Teresa di Sassonia-Hildburghausen     | Federico di Sassonia-Altenburg     |  |  |       |  |  |                       |  |  |                                    |  |
|                                |                                  | Teresa di Sassonia-Hildburghausen     | Carlotta di Meclemburgo-Strelitz   |  |  |       |  |  |                       |  |  |                                    |  |
| Leopoldo di Baviera            |                                  | Teresa di Sassonia-Hildburghausen     |                                    |  |  |       |  |  |                       |  |  |                                    |  |
|                                |                                  | Leopoldo II di Toscana                | Ferdinando III di Toscana          |  |  |       |  |  |                       |  |  |                                    |  |
|                                |                                  | Leopoldo II di Toscana                | Ferdinando III di Toscana          |  |  |       |  |  |                       |  |  |                                    |  |
|                                |                                  | Leopoldo II di Toscana                | Luisa Maria di Napoli e Sicilia    |  |  |       |  |  |                       |  |  |                                    |  |
| Augusta Ferdinanda di Toscana  |                                  | Leopoldo II di Toscana                |                                    |  |  |       |  |  |                       |  |  |                                    |  |
|                                |                                  | Maria Anna Carolina di Sassonia       | Massimiliano di Sassonia           |  |  |       |  |  |                       |  |  |                                    |  |
|                                |                                  | Maria Anna Carolina di Sassonia       | Massimiliano di Sassonia           |  |  |       |  |  |                       |  |  |                                    |  |
|                                |                                  | Maria Anna Carolina di Sassonia       | Carolina di Parma                  |  |  |       |  |  |                       |  |  |                                    |  |
| Augusta Maria di Baviera       |                                  | Maria Anna Carolina di Sassonia       |                                    |  |  |       |  |  |                       |  |  |                                    |  |
|                                | Francesco Carlo d'Asburgo-Lorena | Francesco I d'Austria                 |                                    |  |  |       |  |  |                       |  |  |                                    |  |
|                                | Francesco Carlo d'Asburgo-Lorena | Francesco I d'Austria                 |                                    |  |  |       |  |  |                       |  |  |                                    |  |
|                                | Francesco Carlo d'Asburgo-Lorena | Maria Teresa di Napoli e Sicilia      |                                    |  |  |       |  |  |                       |  |  |                                    |  |
| Francesco Giuseppe I d'Austria | Francesco Carlo d'Asburgo-Lorena |                                       |                                    |  |  |       |  |  |                       |  |  |                                    |  |
|                                |                                  | Sofia di Baviera                      | Massimiliano I Giuseppe di Baviera |  |  |       |  |  |                       |  |  |                                    |  |
|                                |                                  | Sofia di Baviera                      | Massimiliano I Giuseppe di Baviera |  |  |       |  |  |                       |  |  |                                    |  |
|                                |                                  | Sofia di Baviera                      | Carolina di Baden                  |  |  |       |  |  |                       |  |  |                                    |  |
| Gisella d'Austria              |                                  | Sofia di Baviera                      |                                    |  |  |       |  |  |                       |  |  |                                    |  |
|                                |                                  | Massimiliano Giuseppe in Baviera      | Pio Augusto in Baviera             |  |  |       |  |  |                       |  |  |                                    |  |
|                                |                                  | Massimiliano Giuseppe in Baviera      | Pio Augusto in Baviera             |  |  |       |  |  |                       |  |  |                                    |  |
|                                |                                  | Massimiliano Giuseppe in Baviera      | Amalia Luisa di Arenberg           |  |  |       |  |  |                       |  |  |                                    |  |
| Elisabetta di Baviera          |                                  | Massimiliano Giuseppe in Baviera      |                                    |  |  |       |  |  |                       |  |  |                                    |  |
|                                |                                  | Ludovica di Baviera                   | Massimiliano I Giuseppe di Baviera |  |  |       |  |  |                       |  |  |                                    |  |
|                                |                                  | Ludovica di Baviera                   | Massimiliano I Giuseppe di Baviera |  |  |       |  |  |                       |  |  |                                    |  |
|                                |                                  | Ludovica di Baviera                   | Carolina di Baden                  |  |  |       |  |  |                       |  |  |                                    |  |
|                                |                                  | Ludovica di Baviera                   |                                    |  |  |       |  |  |                       |  |  |                                    |  |